# Selkäsaari (ö i Birkaland, Tammerfors, lat 61,48, long 23,65)
Selkäsaari är en ö i Finland. Den ligger i sjön Pyhäjärvi och i kommunen Birkala i den ekonomiska regionen Tammerfors och landskapet Birkaland, i den södra delen av landet, 160 km norr om huvudstaden Helsingfors. Öns area är 0,8 hektar och dess största längd är 190 meter i öst-västlig riktning.